# 三川殿

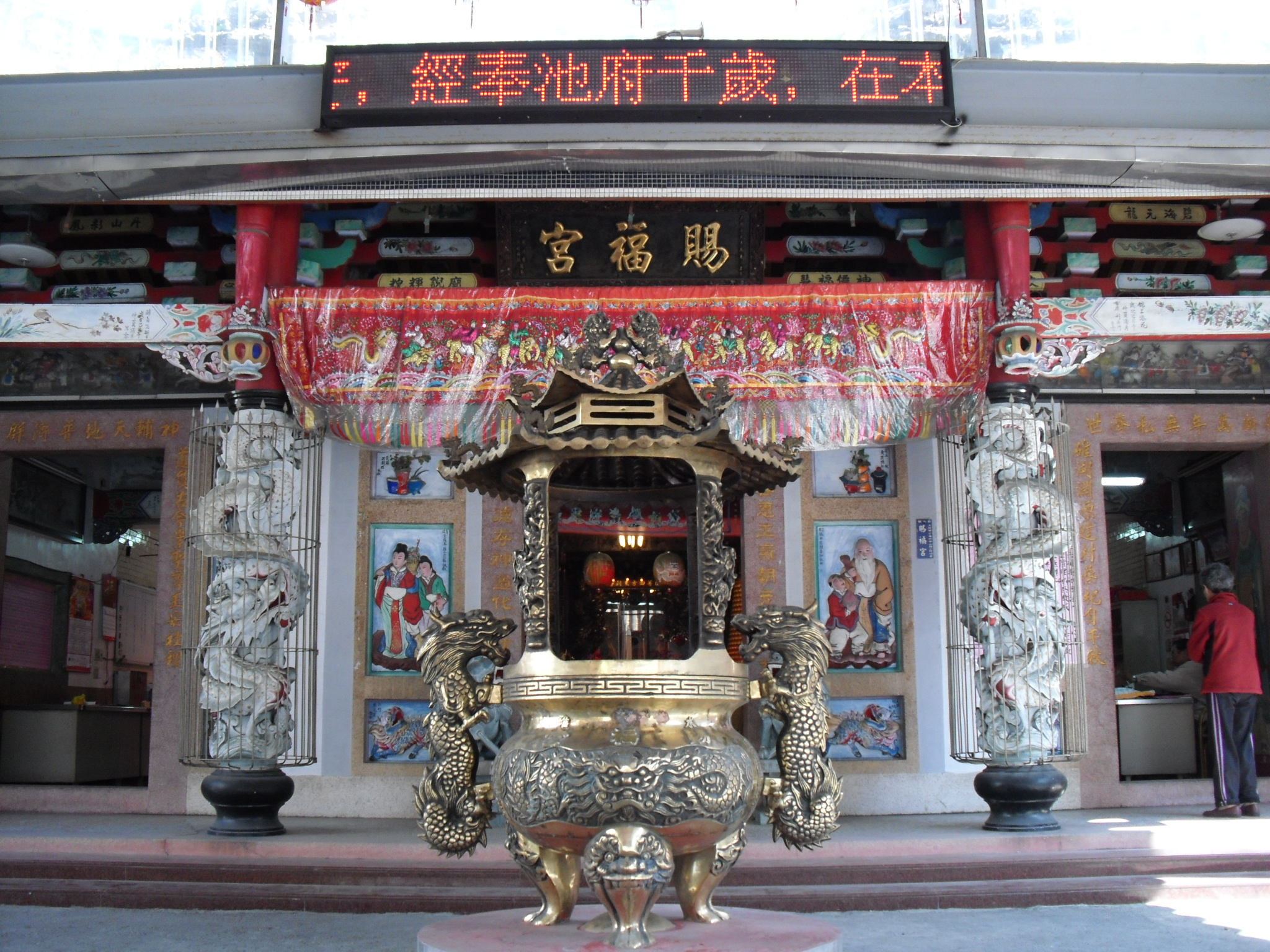

三川殿，傳統宮廟正式的開門所在建築物，「川」字同穿，穿越的意思，設有三個門，面對三川殿，右邊為龍門左邊為虎門，香客右進左出宮廟，所謂的「入龍門，出虎口」，中門則為神明進出使用，以大型宮廟中軸線空間上的排序為牌樓、照牆、三川殿、拜殿（拜亭）、正殿、後殿。